# Montabot
Montabot es una pequeña localidad  y comuna francesa, situada en el departamento de Mancha en la región de Baja Normandía. 

## Demografía
| 340 | 395 | 352 | 329 | 290 | 272 |
| Para los censos de 1962 a 1999 la población legal corresponde a la población sin duplicidades (Fuente: INSEE [Consultar]) |     |     |     |     |     |

(Población sans doubles comptes según la metodología del INSEE).